# لمأب برميون (لوداب)
لمأب برميون (بالفارسية: لمآب برمیون) هي قرية تقع في إيران في قسم لوداب الريفي. يقدر عدد سكانها بـ 14 نسمة .